# Pegantha
Genre
Pegantha est un genre de narcoméduses (hydrozoaires) de la famille des Solmarisidae.

## Liste d'espèces
Selon World Register of Marine Species (31 mars 2016), Pegantha comprend les espèces suivantes :
- Pegantha aureola Haeckel, 1879
- Pegantha clara R.P. Bigelow, 1909
- Pegantha cyanostylis Eschscholtz, 1829
- Pegantha dodecagona Péron & Lesueur, 1810
- Pegantha forskalii Haeckel, 1879
- Pegantha godeffroyi Haeckel, 1879
- Pegantha laevis H. B. Bigelow, 1909
- Pegantha magnifica Haeckel, 1879
- Pegantha martagon Haeckel, 1879
- Pegantha mollicina Forskål, 1775
- Pegantha pantheon Haeckel, 1879
- Pegantha punctata Quoy & Gaimard, 1824
- Pegantha quadriloba Haeckel, 1879
- Pegantha rubiginosa Kölliker, 1853
- Pegantha sieboldi Haeckel, 1879
- Pegantha triloba Haeckel, 1879
- Pegantha weberi Haeckel, 1879
- Pegantha zonaria Haeckel, 1879
- Pegantha zonorchis Haeckel, 1879